# James L. Elliot
James Ludlow Elliot (19 de junho de 1943 - 3 de março de 2011) foi um astrônomo e cientista americano que, juntamente com uma equipe, descobriu anéis em volta do planeta Urano. Elliot também participou da equipe que observou o aquecimento global em Tritão, o maior satélite de Netuno.
Elliot nasceu em 1943 e graduou-se Bacharel em Ciência no Instituto de Tecnologia de Massachusetts (MIT em inglês) em 1965 e seu Ph.D. na Universidade Harvard em 1972. Ele lecionou sobre Física, Terra, Ciências Planetárias e Atmosféricas e foi diretor do Observatório Astrofísico George R. Wallace Jr no MIT.